# ATEX Express (етанопровід)
ATEX Express (етанопровід) – газопровід, який постачає видобутий у Аппалачах етан до центру нафтохімічної промисловості США на узбережжі Мексиканської затоки.
Внаслідок «сланцевої революції» на північному сході США (штати Пенсільванія, Західна Вірджинія, Огайо) поряд з метаном почали отримувати великі обсяги його гомологів, зокрема, етану. Останній є цінною сировиною для нафтохімічної промисловості, оскільки забезпечує найменші енерговитрати при виробництві етилена на установках парового крекінгу. Абсолютна більшість таких виробництв знаходилась на південному узбережжі країни, тому в 2014-му компанія Enterprise Products Partners ввела в експлуатацію трубопровід ATEX Express, який забезпечив подачу сюди етану із Аппалачів.
Трубопровід починається у окрузі Вашингтон (Пенсильванія), а етан для нього постачає газопереробний завод Х’юстон, котрий належить компанії Markwest. Кінцевим пунктом маршруту є техаський Монт-Бельв'ю, де знаходиться найпотужніший в світі хаб по роботі зі зрідженими вуглеводневими газами. ATEX Express має довжину 1230 миль, з яких перші 595 миль до Кейп-Жирардо (Міссурі) спорудили спеціально під цей проект. Від Кейп-Жирардо етан перекачується по реверсованому трубопроводу діаметром 400 мм, проте виконану в такому ж діаметрі завершальну ділянку довжиною 55 миль також довелось споруджувати. Пропускна здатність ATEX Express становить 190 тисяч барелів етану на добу.
Від Монт-Бельв’ю беруть початок цілий ряд етанопроводів, зокрема Іджіс та Монт-Белв'ю – Фріпорт. Також в районі Монт-Бельв’ю формується потужний центр відправки етану морським шляхом на експорт (передусім до Європи та Східної Азії).